# Copa Davis de 1981
A Copa Davis de 1981 foi a 70ª edição da principal competição do tênis masculino. Foi a primeira edição com o advento do chamado "Grupo Mundial", adotando o sistema "de camadas", com vários grupos regionais. As equipes que chegaram às semifinais no torneio Zonal do ano anterior, foram escolhidos para a edição inaugural do Grupo Mundial. As equipes que perderam na primeira rodada jogaram uma repescagem, com os quatro perdedores relegados à sua concorrência Zonal. Os vencedores das competições zonais ganharam a promoção para o próximo ano do Grupo Mundial. No grupo mundial, 16 equipes disputaram a competição, que terminou no dia 13 de dezembro de 1981. No total, 53 times participaram do torneio.

## Grupo Mundial
| Equipes Participantes | Equipes Participantes | Equipes Participantes | Equipes Participantes |
| Alemanha Ocidental    | Argentina             | Austrália             | Brasil                |
| Coreia do Sul         | Estados Unidos        | França                | Itália                |
| Japão                 | México                | Nova Zelândia         | Reino Unido           |
| Romênia               | Suécia                | Suíça                 | Tchecoslováquia       |
| --------------------- | --------------------- | --------------------- | --------------------- |

### Jogos
|  | 1ª fase 6-8 de março        | 1ª fase 6-8 de março        |                            |   | Quartas-de-finais 9-11 de julho | Quartas-de-finais 9-11 de julho |  |  | Semi-finais 2-4 de outubro | Semi-finais 2-4 de outubro |  |  | Final 11-13 de dezembro | Final 11-13 de dezembro |
|  |                             |                             |                            |   |                                 |                                 |  |  |                            |                            |  |  |                         |                         |
|  | Munique, Alemanha Ocidental |                             |                            |   |                                 |                                 |  |  |                            |                            |  |  |                         |                         |
|  |                             |                             |                            |   |                                 |                                 |  |  |                            |                            |  |  |                         |                         |
|  | Alemanha Ocidental          | 2                           |                            |   |                                 |                                 |  |  |                            |                            |  |  |                         |                         |
|  | Alemanha Ocidental          | 2                           | Timişoara, Romênia         |   |                                 |                                 |  |  |                            |                            |  |  |                         |                         |
|  | Argentina                   | 3                           |                            |   |                                 |                                 |  |  |                            |                            |  |  |                         |                         |
|  | Argentina                   | 3                           | Argentina                  | 3 |                                 |                                 |  |  |                            |                            |  |  |                         |                         |
|  | Timişoara, Romênia          |                             | Argentina                  | 3 |                                 |                                 |  |  |                            |                            |  |  |                         |                         |
|  |                             | Romênia                     | 2                          |   |                                 |                                 |  |  |                            |                            |  |  |                         |                         |
|  | Romênia                     | Romênia                     | 2                          | 3 |                                 |                                 |  |  |                            |                            |  |  |                         |                         |
|  | Romênia                     |                             | Buenos Aires, Argentina    | 3 |                                 |                                 |  |  |                            |                            |  |  |                         |                         |
|  | Brasil                      | 2                           |                            |   |                                 |                                 |  |  |                            |                            |  |  |                         |                         |
|  | Brasil                      | 2                           | Argentina                  | 5 |                                 |                                 |  |  |                            |                            |  |  |                         |                         |
|  | Brighton, Inglaterra        |                             | Argentina                  | 5 |                                 |                                 |  |  |                            |                            |  |  |                         |                         |
|  |                             | Reino Unido                 | 0                          |   |                                 |                                 |  |  |                            |                            |  |  |                         |                         |
|  | Reino Unido                 | Reino Unido                 | 0                          | 3 |                                 |                                 |  |  |                            |                            |  |  |                         |                         |
|  | Reino Unido                 | Christchurch, Nova Zelândia |                            | 3 |                                 |                                 |  |  |                            |                            |  |  |                         |                         |
|  | Itália                      | 2                           |                            |   |                                 |                                 |  |  |                            |                            |  |  |                         |                         |
|  | Itália                      | 2                           | Reino Unido                | 4 |                                 |                                 |  |  |                            |                            |  |  |                         |                         |
|  | Seul, Coreia do Sul         |                             | Reino Unido                | 4 |                                 |                                 |  |  |                            |                            |  |  |                         |                         |
|  |                             | Nova Zelândia               | 1                          |   |                                 |                                 |  |  |                            |                            |  |  |                         |                         |
|  | Coreia do Sul               | Nova Zelândia               | 1                          | 0 |                                 |                                 |  |  |                            |                            |  |  |                         |                         |
|  | Coreia do Sul               |                             | Cincinnati, Estados Unidos | 0 |                                 |                                 |  |  |                            |                            |  |  |                         |                         |
|  | Nova Zelândia               | 5                           |                            |   |                                 |                                 |  |  |                            |                            |  |  |                         |                         |
|  | Nova Zelândia               | 5                           | Argentina                  | 1 |                                 |                                 |  |  |                            |                            |  |  |                         |                         |
|  | Yokohama, Japão             |                             | Argentina                  | 1 |                                 |                                 |  |  |                            |                            |  |  |                         |                         |
|  |                             | Estados Unidos              | 3                          |   |                                 |                                 |  |  |                            |                            |  |  |                         |                         |
|  | Japão                       | Estados Unidos              | 3                          | 0 |                                 |                                 |  |  |                            |                            |  |  |                         |                         |
|  | Japão                       | Båstad, Suécia              |                            | 0 |                                 |                                 |  |  |                            |                            |  |  |                         |                         |
|  | Suécia                      | 5                           |                            |   |                                 |                                 |  |  |                            |                            |  |  |                         |                         |
|  | Suécia                      | 5                           | Suécia                     | 1 |                                 |                                 |  |  |                            |                            |  |  |                         |                         |
|  | Lyon, França                |                             | Suécia                     | 1 |                                 |                                 |  |  |                            |                            |  |  |                         |                         |
|  |                             | Austrália                   | 3                          |   |                                 |                                 |  |  |                            |                            |  |  |                         |                         |
|  | França                      | Austrália                   | 3                          | 2 |                                 |                                 |  |  |                            |                            |  |  |                         |                         |
|  | França                      |                             | Portland, Estados Unidos   | 2 |                                 |                                 |  |  |                            |                            |  |  |                         |                         |
|  | Austrália                   | 3                           |                            |   |                                 |                                 |  |  |                            |                            |  |  |                         |                         |
|  | Austrália                   | 3                           | Austrália                  | 0 |                                 |                                 |  |  |                            |                            |  |  |                         |                         |
|  | Zurique, Suíça              |                             | Austrália                  | 0 |                                 |                                 |  |  |                            |                            |  |  |                         |                         |
|  |                             | Estados Unidos              | 5                          |   |                                 |                                 |  |  |                            |                            |  |  |                         |                         |
|  | Suíça                       | Estados Unidos              | 5                          | 2 |                                 |                                 |  |  |                            |                            |  |  |                         |                         |
|  | Suíça                       | Nova Iorque, Estados Unidos |                            | 2 |                                 |                                 |  |  |                            |                            |  |  |                         |                         |
|  | Tchecoslováquia             | 3                           |                            |   |                                 |                                 |  |  |                            |                            |  |  |                         |                         |
|  | Tchecoslováquia             | 3                           | Tchecoslováquia            | 1 |                                 |                                 |  |  |                            |                            |  |  |                         |                         |
|  | Carlsbad, Estados Unidos    |                             | Tchecoslováquia            | 1 |                                 |                                 |  |  |                            |                            |  |  |                         |                         |
|  |                             | Estados Unidos              | 4                          |   |                                 |                                 |  |  |                            |                            |  |  |                         |                         |
|  | Estados Unidos              | Estados Unidos              | 4                          | 3 |                                 |                                 |  |  |                            |                            |  |  |                         |                         |
|  | Estados Unidos              |                             |                            | 3 |                                 |                                 |  |  |                            |                            |  |  |                         |                         |
|  | México                      | 2                           |                            |   |                                 |                                 |  |  |                            |                            |  |  |                         |                         |
|  | México                      | 2                           |                            |   |                                 |                                 |  |  |                            |                            |  |  |                         |                         |

### Final
| Estados Unidos 3 | Riverfront Coliseum, Cincinnati, Estados Unidos 11 de dezembro - 13 de dezembro carpete indoor | Riverfront Coliseum, Cincinnati, Estados Unidos 11 de dezembro - 13 de dezembro carpete indoor | Argentina 1 |     |     |     |      |               |
| \| \| \| \| 1 \| 2 \| 3 \| 4 \| 5 \| \| \| - \| \| -------------------------------------------------------------- \| ----- \| --- \| --- \| --- \| ---- \| ------------- \| \| 1 \| \| John McEnroe Guillermo Vilas \| 6 3 \| 6 2 \| 6 2 \| \| \| \| \| 2 \| \| Roscoe Tanner José Luis Clerc \| 5 7 \| 3 6 \| 6 8 \| \| \| \| \| 3 \| \| Peter Fleming / John McEnroe José Luis Clerc / Guillermo Vilas \| 6 3 \| 4 6 \| 6 4 \| 4 6 \| 11 9 \| \| \| 4 \| \| John McEnroe José Luis Clerc \| 7 5 \| 5 7 \| 6 3 \| 3 6 \| 6 3 \| \| \| 5 \| \| Roscoe Tanner Guillermo Vilas \| 11 10 \| \| \| \| \| não completou \| |                                                                                                |                                                                                                |             |     |     |     |      |               |
| |                                                                                                |                                                                                                | 1           | 2   | 3   | 4   | 5    |               |
| 1 | Estados Unidos · Argentina                                                                     | John McEnroe Guillermo Vilas                                                                   | 6 3         | 6 2 | 6 2 |     |      |               |
| 2 | Estados Unidos · Argentina                                                                     | Roscoe Tanner José Luis Clerc                                                                  | 5 7         | 3 6 | 6 8 |     |      |               |
| 3 | Estados Unidos · Argentina                                                                     | Peter Fleming / John McEnroe José Luis Clerc / Guillermo Vilas                                 | 6 3         | 4 6 | 6 4 | 4 6 | 11 9 |               |
| 4 | Estados Unidos · Argentina                                                                     | John McEnroe José Luis Clerc                                                                   | 7 5         | 5 7 | 6 3 | 3 6 | 6 3  |               |
| 5 | Estados Unidos · Argentina                                                                     | Roscoe Tanner Guillermo Vilas                                                                  | 11 10       |     |     |     |      | não completou |

### Campeão
| Copa Davis de 1981                |
| --------------------------------- |
| ESTADOS UNIDOS Campeão 27º título |

## Grupos Regionais

### Repescagem
As partidas da repescagem aconteceram entre os dias 2 e 4 de outubro, entre os perdedores da 1ª rodada do Grupo Mundial.
| Local              | Time local | Placar | Visitante          |
| ------------------ | ---------- | ------ | ------------------ |
| Brasil - São Paulo | Brasil     | 2-3    | Alemanha Ocidental |
| França - Paris     | França     | 4-1    | Japão              |
| Itália - Sanremo   | Itália     | 4-1    | Coreia do Sul      |
| México - Tijuana   | México     | 3-2    | Suíça              |

### Zona das Américas

#### América do Norte
- Canadá
- Caribe Ocidental
- Colômbia
- Venezuela

#### América do Sul
- Chile
- Equador
- Peru
- Uruguai

#### Interzonal americano
A equipe chilena venceu a colombiana e acendeu ao Grupo Mundial de 1982.

### Zona do Leste/Oriental
- Taipé Chinês
- Índia
- Indonésia
- Malásia
- Paquistão
- Tailândia

### Zona da Europa/África
| Zona A - Argélia - Egito - Grécia - Hungria - Israel - Mónaco - Marrocos - Polônia - Espanha - Iugoslávia - Zimbábue | Zona B - Áustria - Bélgica - Bulgária - Dinamarca - Finlândia - Irlanda - Luxemburgo - Países Baixos - Noruega - Portugal - União Soviética - Turquia |